# Менсфилд (Охајо)
Менсфилд (енгл. Mansfield) град је у америчкој савезној држави Охајо.

## Демографија
По попису из 2010. године број становника је 47.821, што је 1.525 (-3,1%) становника мање него 2000. године.
| Група             | 2000.          | 2010.          |
| Белци             | 37.547 (76,1%) | 34.521 (72,2%) |
| Афроамериканци    | 9.695 (19,6%)  | 10.592 (22,1%) |
| Азијати           | 311 (0,6%)     | 354 (0,7%)     |
| Хиспаноамериканци | 605 (1,2%)     | 921 (1,9%)     |
| Укупно            | 49.346         | 47.821         |